# 悪魔将軍
悪魔将軍（あくましょうぐん）は、ゆでたまごの漫画『キン肉マン』およびその続編『キン肉マンII世』に登場する架空の人物。

## 主な特徴
初登場は黄金のマスク編「復活なるか!?の巻」。圧倒的な実力とカリスマで悪魔超人（7人の悪魔超人や悪魔六騎士たち）を束ねる首領。
悪魔将軍は、ゴールドマンの戦闘能力とサタンの分身である悪魔六騎士のパワーが合わさって形成されている。太古の昔、弟のシルバーマンとの決闘の末に頭部だけとなったゴールドマンは、弟への復讐の念で呼び寄せたサタンに魂を売り、頭部以外の欠けた肉体を得る。
西洋の甲冑の如き外見を持ち、スニゲーターのボディの強靭さ、プラネットマンのスピードと宇宙的レスリング、ザ・ニンジャのテクニック、ジャンクマンの残虐性、サンシャインの力と、アシュラマンを除く5人の悪魔騎士の特性を得て、キン肉マンとの対戦ではアシュラマンの力も得て途中から六騎士パワーを全開にし、腕力・脚力はもとより五感も6倍になった。またボディの硬度を自由に変えることが可能で、超人界で最も硬いとされる超人硬度10（実際のモース硬度がモデル）のダイヤモンドボディから、超人硬度0のスネーク・ボディまで自在に操る。実体が無いことと相まって、この宇宙に存在するいかなる技をも受け付けない。一応ダメージ自体はあるがすぐに回復できる。
黄金のマスク編では、正義の力の偉大さに圧倒されるとゴールドマンの実体に戻ることが判明している。またいかなる反則行為も気にすることはなく、疲弊状態のキン肉マンとすぐに戦おうとしたり、パイプ椅子で殴り掛かるなどを容赦なく行う（アニメではパイプ椅子で殴るシーンはなく、原作に見られた乱暴な口調もない）。
ボディのカラーリングは連載当時の中扉のカラーページでは銀一色で、コミックスのカバーイラストでは赤と紫色。アニメでは銀色を基調とし、後に発売されたコミックスのカバーイラストではこちらが採用されている場合もある。口癖は「フン!」。
史上最も正義超人を苦しめた超人であり、キン肉マンは後に悪魔将軍の身体の一部を見ただけで怯えて逃げ出してしまうほどのトラウマを残していることが判明した。多くの超人たちがかつては残虐さや非道さを持ちながらも、キン肉マンたちと戦うことで「正義」や「純粋に闘いを楽しむ心」に目覚めていたが、悪魔将軍は最後まで冷血非道の悪の集大成だった（正体である黄金のマスクは改心している）。作中でも続編となる『キン肉マンII世』まで通して最強の敵として幾度か名前や姿が登場しており、キン肉マンの首筋に消えない傷跡を残していたなど、特別な存在であることが示されており、キン肉マンスーパー・フェニックス、マンモスマンと並んで最強の悪行超人の候補として名前を挙げられている。また、作者のゆでたまごはキン肉マンスーパー・フェニックスと戦えば悪魔将軍が勝つと発言している。
『キン肉マン』において最強の超人と語るファンも多い悪魔将軍であるが、苦労して生み出したキャラクターにもかかわらず連載当時の読者からの反応はあまりなかったと作者のゆでたまごは語っている。20年以上経ち当時の読者から直接評判を聞くことでようやく人気を実感したという。現在でも、「格を落とさないように気を遣っている」「悪の頂に立つ存在のため、その威厳や貫禄は徹底的に意識して描いている」という。ファイトスタイルは理に適ったものが多く、正攻法の攻めを見せることから純粋な超人レスリングを好むファンからの評価も高い。
読者の応募超人「バイキングマン」がデザインの原型となっており、『週刊少年ジャンプ』1983年9号の初登場時はそれをさらに改変した姿となっていたが、ゆでたまごはこれを「メチャクチャ弱そう」であるとして、翌週から同じくバイキングマンをベースにしつつも異なる現行のデザインに変更された。単行本では初登場時のものも現行のデザインに描き直されているが、変更前のデザインはムック『肉萬 〜キン肉マン萬の書〜』に収録されている。名前に関しては当時海外ドラマ・映画『将軍 SHŌGUN』のブームと、悪魔超人の頭目のためそれなりに迫力のある名前を考え、思いついたと語る。
学研の図鑑『キン肉マン「超人」』では「欧米では悪魔将軍はそのいでたちから『バイキングマン』と通称されている」と解説されている。
2019年に株式会社キャステムにより、ステンレスで金属化しナノダイヤモンドを共析して再現した悪魔将軍のマスク（1/1スケール）が商品化された。

## ゴールドマン
悪魔将軍の正体であり、かつて人々から“戦いの神”として崇められていた伝説の古代超人。
「戦いは攻撃重視」と考えるゴールドマンは、守りを重視と主張する弟のシルバーマンと些細なことから対立する。これを重く見た他の神は裁きの神ジャスティスを派遣する。ジャスティスが剣で決着をつけるように唆すと、2人は互いの首を切り落とし相打ちとなる。ゴールドマンの首は黄金のマスクとして、シルバーマンの首は銀のマスクとしてキン肉星に祀られることとなった。このシルバーマンとの争いは「天上兄弟ゲンカ」の闘いとして伝説に語られるようになる。だがこの結果を受け入れず、弟への復讐を誓うゴールドマンは現代において大魔王サタンと手を組み、サタンの分身である悪魔六騎士をボディとして貸与され悪魔将軍となった。
完璧超人始祖編では、太古の時代に行われた神による超人の大粛清の際に、神の座を捨てた超人ザ・マンによって救われた10人の「完璧超人始祖（パーフェクト・オリジン）」の一人「完璧・壱式（パーフェクト・ファースト）」であったことが判明。師であるザ・マンからは弟のシルバーマンと共に最も信頼され右腕とまで言われていた。しかし、下界の超人たちの「感情の起伏が生み出すパワー」に大きな可能性を見出し、また超人墓場を建設し超人を監視・管理し始めたザ・マンに疑問を抱いたことで袂を分かち、超人墓場から出奔する。地上に降り立ったのち、悪魔超人始まりの地として自身の道場「ゴールデンキャッスル」を現在の金閣寺が立つ場所へ建築し、悪魔超人の源流を作った。その後、新たに地上とは別次元の異世界である「魔界」を建設して悪魔超人の本拠地とし、アシュラマンの一族に統治を委任した。下界に降臨した後は新たな仮面で素顔を包み、悪魔将軍となって弟子を育てたとされる。また、ゴールドマンと彼に続いて地上に降りたシルバーマンを超人墓場に連れ戻そうとするザ・マンを納得させるため、どちらかの首を差し出すことが「天上兄弟ゲンカ」の真相であることが明かされた。
完璧超人始祖が持つ「絶対の神器」の1つ「天のダンベル」を所有する。
オメガ・ケンタウリの六鎗客編では、自らが見限ったサタンから「自我を取り戻したゴールドマンに用はない」と独白されている。

## 『キン肉マン』での悪魔将軍

### 黄金のマスク編
ウォーズマンの体内にて、キン肉マンたち正義超人の活躍によりアシュラマン以外の悪魔六騎士が倒された後、悪魔将軍は敗れた六騎士全員を復活させる。そしてアシュラマン以外の5人を合体させることで自身の肉体へと変貌させ、キン肉マンたちに正体を明かした。手始めに立ちはだかるジェロニモを倒すとウォーズマンの体内と外界を繋ぐリサイクル・ゾーンを消滅させ、キン肉マンたちの脱出を阻んだ。
リサイクル・ゾーンを失ったキン肉マンたちはウォーズマンの涙腺を通って外界へ脱出するも、直後に悪魔将軍から受けた傷が元でジェロニモが死亡する。怒ったキン肉マンは悪魔将軍に組み付いていくものの将軍は地獄の断頭台で反撃。キン肉マンを圧倒したが、キン肉マンの火事場のクソ力の前に片膝をつく。
生き残った悪魔六騎士アシュラマンVSキン肉マンにおいて、悪魔将軍は死んだバッファローマンを蘇生させアシュラマンのセコンドにつけるが、アシュラマンは敗北。敗北したアシュラマンを処刑し、取り込んで自分の力とした。そのままキン肉マンとの勝負を強行しようとしたが、直後にキン肉マンの新技・キン肉ドライバー習得訓練の時間稼ぎのために離反したバッファローマンが立ちはだかる。キン肉マンが戻ってきた瞬間に悪魔将軍はバッファローマンをKOし、キン肉マンとの闘いを迎えた。
試合開始時はキン肉ドライバーを掛けようとするキン肉マンを痛めつけるが、痛点がないことを逆用したキン肉マンに膝を破壊され必殺技の地獄の断頭台を失敗し、悪魔六騎士のパワーを全開にし、六倍のパワーを発揮するようになる。キン肉マンをスネーク・ボディ、地獄のメリー・ゴーラウンド、硬度調節機能で苦しめるが、いずれも破られる。九所封じを七所まで封じ好握手と見せかけた「罠」で掌の急所を封じ、ラストワンの地獄の断頭台を決めるも、キン肉マンは偶然ロープを掴みダメージが最小限になり立ち上がる。しかし半死状態のキン肉マンが再び立ち上がり、その力の源を探ったところ、すでに死亡していたウルフマンやジェロニモが亡霊となっても未だキン肉マンを支えていることを知り、正義超人の友情パワーの偉大さに恐怖する。そして友情パワーを認めたことによりサタンと契約する前のゴールドマンの肉体が現れ始める。バッファローマンがキン肉ドライバーで悪魔将軍を倒すチャンスだと判断しキン肉マンを促すが、悪魔将軍の懇願により悪魔六騎士がこのゴールドマンの実体を分断し元の空洞の肉体に戻る。しかしバッファローマンが悪魔将軍のマスクを被ることで実体を作り出したため、キン肉マンに飛びかかるも、キン肉ドライバーを破れず敗北した。黄金のマスクは正義超人の友情に感服して銀のマスクと融合し金銀合体マスク（完璧のマスク）となり、全ての傷ついた超人たちを復活させる。後に設定された超人強度は1500万パワーだが、黄金のマスク編では1000万パワーとして扱われている。ストーリー上改変が不可能な場面であったため、修正はされていない。
原作担当の嶋田隆司は、悪魔将軍が登場した理由について、「当初、本物の黄金のマスクの持ち主が誰か考えておらず、六騎士が持っている黄金のマスクがどれも偽者だったら面白いかもと思ったところから、悪魔将軍が生まれました」と語る。
第4回人気投票では第17位にランク入りしている。

### 完璧超人始祖編
キン肉マンとの死闘の末に改心を果たし、悪魔超人界から完全に身を引いていたが、キン肉大神殿にて完璧のマスクが分離したことにより復活（ゴールドマンとして活動しているために悪魔六騎士抜きでも肉体を得ており、実体も存在する）し、魔界へと舞い戻り悪魔超人軍の陣頭指揮に立つ。正義超人と完璧・無量大数軍の闘いに陽動部隊の7人の悪魔超人を送り込む一方で、自らは悪魔六騎士を率いて完璧超人の本拠地である超人墓場への侵攻を開始する。
超人墓場の異名を持つ「モン＝サン＝パルフェ（聖なる完璧の山）」に侵攻した悪魔将軍は、黄泉比良坂の番人である「完璧・参式（パーフェクト・サード）」ミラージュマンに、超人墓場侵攻の目的を「あやつ」と呼ぶ超人閻魔と参式から拾式までの始祖の皆殺しにあると語り、一度は術中に陥ったものの圧倒的な強さでミラージュマンに勝利する。その後、超人墓場の内部に侵入し「完璧・肆式（パーフェクト・フォース）」アビスマンと対戦。背後からの攻撃を一切受け付けないアビスマンの能力“アビスガーディアン”に一時は苦戦し、奈落斬首刑で硬度調節機能を破られるも、「正面から攻撃して背中を攻撃する場合は無効」という弱点を見抜き、「大雪山落とし」で背中の機能を封じアビスガーディアンを攻略。そのままアビスマンにも勝利する。撃破後、アビスマンが守っていた「禁断の石臼（モルティエ・デ・ピレ）」を逆回転させることで超人墓場の機能を停止させ、それによって侵入可能になった悪魔六騎士に残りの6人の始祖の殺害を託し、内部に進んだ。
超人墓場の最深部・超人閻魔の部屋にある祭壇に自身とシルバーマン、そしてミラージュマンとアビスマンが所有していたダンベルを捧げた後、現れたネメシスに現代の超人が進化の果てに得た新たな力（友情パワー）こそが自分やシルバーマン、かつての超人閻魔が望んでいたことと、完璧超人始祖がそれぞれ所有するダンベルを祭壇に掲げると超人閻魔および10人の始祖がこの世から消滅することを語り、自ら超人閻魔とともに消滅する意志を見せる。ザ・ニンジャ、サンシャインと合流し、2人からもらい受けた3つのダンベルを捧げると、ストロング・ザ・武道の気配を感じ国立競技場に向かった。そして、正義超人たちや悪魔超人たちにストロング・ザ・武道の正体が超人閻魔ことザ・マンであることを語る。
ザ・マンをはじめとする完璧超人のことを「自分たちこそが特別であるという妄想の下で増長し、本来あるべき進化を止めた者」などと呼び憎悪する一方で、自分の性格を愚直なまでの理想主義者である面でザ・マンと似ていると評している。その性格から、完璧超人時代から「完璧・伍式（パーフェクト・フィフス）」ペインマンとはソリが合わず言い争いを繰り広げており、「完璧・玖式（パーフェクト・ナインス）」カラスマンから人付き合いが苦手だったと言われている。また、「師を超えるのが弟子の務め」とザ・マンに教えられており、新たな時代の者たちに求めた最大の課題として自らの配下にもそうあれと伝えている。
国立競技場で行われた「許されざる世界樹（アンフォーギブンユグドラシル）」決戦の後、悪魔将軍の手に渡った全てのダンベルが祭壇に捧げられるが、完璧超人始祖の消滅を良しとしない「完璧・拾式（パーフェクト・テンス）」サイコマンが自分だけを消滅するようにシステムを作り変えていたため、将軍は改めて自らの手でザ・マンを葬ることを決意する。またこの際に、銀のマスクとの分離時に身体を復活するためにシルバーマンのほぼ全ての力を託されて悪魔将軍として復活したことが明らかになる。
キン肉マンとネメシスの戦いが終わった後、かつてザ・マンと修行を交わした「聖地ウルル」を決着の場とし、完璧超人始祖編のラストバトルを飾る壮絶な師弟対決を展開する。師であるザ・マンにはあらゆる技・能力が及ばず圧倒され、「地獄の断頭台」まで破られ、「完璧･零式奥義 千兵殲滅落とし」によってKO寸前まで追い込まれる。しかしこれまでの戦いの中で得たヒントからザ・マンに対してのみ効力を発揮する感情のパワー「ロンズデーライトパワー」を発現させ立ち上がる。硬度10のダイヤモンドパワーを超える力を以ってザ・マンと互角に渡り合い、二度目の「完璧･零式奥義 千兵殲滅落とし」を耐え抜いた。これによって逆にザ・マンが疲弊した好機を逃さず技に捉え、最後は地獄の断頭台を改良した新技「神威の断頭台」で勝利。自分を超える者はいないと見ていたザ・マンの妄執を打ち砕き、彼がかつて望んでいた師匠越えを果たした。
戦いの後、自分たちの超人界における役割は果たされたと考えてザ・マンと共に自決して消えていこうとしていたが、キン肉マンの決死の説得によって引き下がり、「二度と超人墓場から出ないこと」「超人墓場にある不老不死のシステムの停止」をザ・マンに告げて立ち去っていった。

### 新シリーズ
オメガ・ケンタウリの六鎗客編の後の新シリーズで、天界の108番目の神の席が埋まらないことに神々の不完全さを感じた慈悲の神（後のザ・マン）が、108番目の神の席に座る新たな神は自分たちの手で創り出すと他の神々に提案したことが超人の誕生に繋がったと超神ジ・エクスキューショナーによって語られ、慈悲の神が自ら創り出した超人こそが赤子のゴールドマン（後の悪魔将軍）とシルバーマンであったことが判明する。
人気投票企画「キン肉マン超人総選挙2013」では8位、「キン肉マン超人総選挙2015」では3位、「キン肉マン超人総選挙2017」では1位、「キン肉マン超人総選挙2019」「キン肉マン超人総選挙2021」「キン肉マン超人総選挙2024」では2位にランクインしている。

### 主要対戦成績
- ○ バッファローマン（地獄の断頭台）
- × キン肉マン（キン肉ドライバー）
- ○ ミラージュマン（地獄の断頭台）
- ○ アビスマン（地獄の断頭台）
- ○ ストロング・ザ・武道（神威の断頭台）

## 『キン肉マンII世』での悪魔将軍
「悪魔の種子編」にてミートの肉体に憑依して復活しようと企む恐怖の将として登場。悪魔の種子（デーモンシード）を率いてミートの身体をかけた勝負をキン肉万太郎たちと展開する。「バゴアバゴア」という笑い方をし、口調も乱暴なものとなっている。悪魔の種子最後の刺客であるアシュラマンが敗れ自軍の敗北が決まったにもかかわらず、ミートの頭部と融合しようとしたためアシュラマンに反旗を翻され、サンシャインにまで卑劣過ぎることを告げられている。アシュラマンが裏切るわけがないとショックを受けた様子で説得しようとするが跳ね除けられ、その結果合体は失敗。アシュラマンが力を失って元の老いぼれた超人に戻ることを蔑みながら退場した。古代に一度だけ悪魔超人が地球の支配に成功した時代があり、悪魔将軍はその時代における悪魔超人の首領だった。『キン肉マン』では黄金のマスクが正体だったが、『キン肉マンII世』の時代では悪魔将軍がより巨大なパワーを我が物にするために黄金のマスクを奪ったと伝えられ、厳密には別の存在として扱われている。

## 劇場版での悪魔将軍
『ニューヨーク危機一髪!』では、キン肉マンに敗北した後であるため、当初は霊体のような存在として活動しており、かつての力を取り戻すべく人間たちから生気を奪っていた。生気を奪われた者は泥人形と化してしまう。その後、ニューヨークに正義超人たちが集まっていることを知り、ニューヨークの活気が生み出す大都会パワーと正義超人たちを吸収し、新たな姿を得て復活する。全身黒色のボディでトゲが増え、機械的な部分が追加されている。また試合中にマスクを変形させている。吸収した正義超人たちの技を使用しキン肉マンを窮地に追い詰めるが、キン肉マンの友情に応えて正義超人が脱出した所に風林火山、キン肉バスター、キン肉ドライバーの連携攻撃「友情合体キン肉ドライバー・スペシャル」を受けて敗れた。この作品ではキン肉マンとの試合中にコメディを展開するというお笑い要素が盛り込まれており、アニメや漫画では見られない悪魔将軍の一面が見られた。なお、この作品では悪魔将軍としか試合をしないため、劇場版では最も長い試合として描かれている。
『晴れ姿!正義超人』では、悪魔将軍の先祖である朱天童子が登場している。

## 得意技
悪魔将軍の漢字を使った日本語の技名は、作者のゆでたまごの「日本語の響きは綺麗なのでそれを大切にしたい」「日本語名が似合うかな」という理由から特に意識して多めに入れたという経緯がある。
地獄の九所封じ（）
超人の持っている9か所の急所（背中、両腕、両足、脳天、腹、手のひら、首）を封じる技。通常なら8か所目（手のひら）を封じた時点で相手は息絶えてしまう。相手の警戒を解くためのニセの九所封じも存在する。徐々に相手の力を削ぐ理にかなった連係は、ザ・マンがゴールドマンに授けた戦術でもある。PlayStation 2ゲーム『キン肉マン ジェネレーションズ』では、発動するとムービーに切り替わり下記の技を一気に放つものとして描写された。
その一 大雪山おとし
相手を空中に投げ、仰向けになった相手の上に乗り首と左足を掴んだ体勢で、背中をキャンバスに激突させ、背中の急所を封じる技。アビスマンの背中の機能を停止させアビス・ガーディアンを破った。
その二と三 スピン・ダブルアーム・ソルト
体を回転させながらダブルアーム・スープレックスを放ち、両腕の急所を封じる技。
アニメではその二 スーパースピン、その三 ダブルアーム・ソルトに分けられていた。
その四 地獄のメリー・ゴーラウンド
自分の体を硬度10に変え、両腕にダイヤモンドで光り輝く剣「ダイヤモンドソード」を出現させ前方宙返りで突進する技。
アニメでは九所封じの一つして使われた際、地獄のサイクロンと呼ばれており、学研の図鑑『キン肉マン「技」』にて別名と解説された。
その四と五（アニメではその五） ダブル・ニー・クラッシャー
相手を持ち上げて、両膝を自分の両膝に叩きつけ、両足の急所を封じる技。
その六 カブト割り
相手の頭部をキャンバスに打ちつけてしまうほどの威力を持ったフロント・スープレックス。脳天の急所を封じる技。
その七 ストマック・クラッシュ
キャンバスに突き刺さった相手にブリッジの体制を取らせ、コーナーポスト上段から相手の腹目掛けての頭突き。腹の急所を封じる技。
その八（偽） パイル・ドライバー
相手を逆さまの体制にして飛び上がり、相手の首を地面に叩きつけ首をへし折る技。作中では、キン肉マンが両腕で支えることにより破られている。
その九（偽） 超人圧搾機
相手を羽交い絞めし、自身の両膝を相手の膝上に絡ませ今まで封じてきた急所を全て破壊する。
完璧超人始祖編では、太古の時代、完璧超人始祖同士のスパーリングでシングマンにこの技を掛けているシーンが存在する。
その八 握手
手のひらの超人の思考能力を司るツボに触れ、思考力を奪う技。通常はこの時点で相手は息絶えてしまう。警戒している相手の手のひらに触れるのは難しいため偽の九所封じを破らせてから、健闘を称える握手として決めた。原作では悪魔将軍がこの技の解説をしているが、アニメではバッファローマンが行った。その原型はザ・マンの特技である、超人強度を奪い取り人間にする「零の悲劇」だとされ、零の悲劇より荒削りなのは、ザ・マンの技を見よう見まねで習得したからとされている。ザ・マンが悪魔将軍に使用した際は超人強度を奪う技として描写されたが、悪魔将軍のパワーのすべてを奪うことはできなかった。
その九（ラスト・ワン） 地獄の断頭台
スピン・ダブルアームで相手が垂直になったところ上空に投げ飛ばし、逆さになった相手の首に自分の膝を落としてそのままリングに叩き付ける技。地獄の九所封じ登場までは単体で使用されていることも多く、悪魔将軍の代名詞とする技でもある。
キン肉マンが最も恐れる技のひとつ。対戦中キン肉マンは偶然ロープが手に引っかかりダメージが最小限になり耐えるが、自分の意思でこの技を破るに至っておらず、以後長くキン肉マンの心にトラウマとして刻まれることが明らかになった。
このため夢の超人タッグ編では、悪魔霊術「将軍復活」でアシュラマンとサンシャインの合体した不完全体の悪魔将軍にキン肉マンが一時、恐慌することになる。だが地獄の断頭台は悪魔将軍の五体全てが揃った状態で初めて可能になる高度な技であることにキン肉マンは気づき、本来のものとは威力が大きく劣る不完全体の断頭台をあえて受けて自ら幻想を断ち切る。
『キン肉マンII世』では、古代に一度だけ悪魔超人が地球の支配に成功した時代において、捕虜の正義超人を実験台として完成させたとされる。また、地獄の断頭台を食らった後、キン肉マンは試合終了後1か月間40度の高熱に悩まされるといった後遺症も残り、『キン肉マンII世』の時代でも傷は残っている。『キン肉マンII世』において、ダイヤモンドの悪魔将軍の脚を得たアシュラマンがこの技を放った際には、押しのけようと触れた万太郎の掌が切れるほど、向こう脛が鋭い技であることが判明している。
完璧超人始祖編では、太古から悪魔将軍が習得を目指していたものとされており、かつて超人たちを葬った際は地獄の断頭台らしき技を使用している。
地獄の断頭台・改 神威の断頭台
ザ・マンを倒すために数億年かけて編み出した、地獄の断頭台の進化形。地獄の断頭台の体勢から相手の首に落とした左足の上に勢いを付けた右足を乗せ、ザ・マンがダイヤモンドパワーの掌で向こう脛を押しのけようとしたのを押し戻し、再び押しのけようとしたところへ、さらに右膝の上に勢いを付けた右肘を乗せ押し戻し固定することで強力な力を加え、そのままリングへ叩き付けねじ伏せた。ゴールドマンは悪魔将軍になる前から完璧超人始祖として自らの奥義を定めておらず、それ故その技ひとつでザ・マンを倒すことができるかどうかという基準を超えねば、おこがましくてとても壱式奥義と呼ぶ気にはなれないと決意しており、この技によって敗れたザ・マンからは「そうか、とうとうお前は壱式奥義を完成させたのか」「いい技だった。よくやったゴールドマン」と評された。
作画担当の中井義則によると会心の出来だと思った必殺技であり、新技として地獄の断頭台を格落ちさせないように考えられ、あくまで地獄の断頭台の進化形ということでシンプルで説得力を持たせた技にできたという。
魔のショーグン・クロー
相手を持ち上げてしまうほどの威力を持ったアイアン・クロー。アニメでは爪が生えていた。掴みかかってきたバッファローマンを片手で制し格の違いを見せ付けた。
師であるザ・マンも同様の技を使用している。
地獄の超特急
相手を持ち上げ、ワンハンド・スラムで脳天を叩きつける技。
スカル・クラッシュ
軟体ボディを活かし、相手の頭部に巻きつき頭蓋骨をへし折る技。相手は視界と声を奪われ、呼吸すらまともにできなくなる。作中ではバッファローマンとキン肉マンに使用したが、キン肉マンが動揺した際にコーナーポストにたまたま激突したため逃げられた。完璧超人始祖編ではザ・マンを苦しめたが、コーナーポストに何度も叩きつけられ技を解いてしまった。
地獄風車
ロメロ・スペシャルの状態のまま高速回転し、相手を宙に投げ飛ばす。
肉弾急降下爆撃
うつ伏せに倒れている相手の背中目掛けて、コーナーポスト上段からの頭突き。
ヨガポーズ
名前は『キン肉マン マッスルグランプリ』より。キン肉マンによって膝が曲げられなくなったときに使用。傷を治す効果がある。
ダイヤモンドダスト
名前は『キン肉マン マッスルグランプリ』より。体を無数のダイヤモンドの結晶に分解して攻撃する。
将軍透視（アニメではデビルスコープ）
目から放たれる透視光線で、キン肉マンのパワーの源を探るために使用された。霊体の姿を現すことができる。
スネーク・ボディ / 硬度0軟体ボディ
自分の体を硬度0（ゼロ）に変え、柔軟な体を利用して相手の技からすり抜ける。
硬度10ダイヤモンドパワー
技というよりは能力。全身をダイヤモンドのように変え圧倒的な防御力を獲得する。
悪魔将軍（ゴールドマン）は神であったザ・マン以外で初めてダイヤモンドパワーを実現させた超人でもある。
硬度10♯（シャープ）ロンズデーライトパワー
ザ・マン戦で発動させた悪魔将軍の感情の力で、硬度10を超える頑強なボディを獲得する。キン肉マンとの闘いで見出した友情パワーに似た力であり、本来他者に対して情というものを持たない悪魔将軍には使えない技だったが、キン肉マンに敗れた後、ヒントを得てザ・マンに対してのみ限定的に発動することができるようになった。
発動時は全身からまばゆい輝きを放つ。作画担当の中井義則はロンズデーライトパワーの効果のために専用のスクリーントーンを自前で作った。
ロンズデーライトクローズライン
ザ・マン戦で使用。硬度10♯「ロンズデーライトパワー」を発動させた状態で、肩の円盤「ジェネラルディスコス」を肘に移動させて放つラリアット。
カーフ・ブランディング、タワーブリッジ、ハリケーン・ミキサー、パロ・スペシャル、ベルリンの赤い雨、ルービックキューブ張り手、アパッチの雄たけび、レッグラリアート
『キン肉マン ニューヨーク危機一髪!』にて使用。吸収した正義超人たちの必殺技。悪魔将軍曰く「お遊び」。
エンパイヤーステート・ボンバー
『キン肉マン ニューヨーク危機一髪!』にて使用されたオリジナル技。相手の首を両手で挟んだ状態から大回転して宙に舞い上がり、次いで両足で首の自由を奪って逆さまの状態で地面に投げ下ろしエンパイヤーステートビルなどの超高層ビル上の特設リングから地面に落下させる技。首が固定されるため受け身が取れなくなる。悪魔将軍はキン肉マンを落下させた後、エンパイヤーステートビルの階数を数えていた。委員長の作戦でキン肉マンの助平心を利用することで首を救い、キン肉マンもまた無意識に手近な木の枝を掴んだことで落下の衝撃を和らげた。
サブウェイ・クラッシュ
『キン肉マン ニューヨーク危機一髪!』にて使用されたオリジナル技。上空から錐揉み回転して突進し、その後に相手を抱え込んで地下鉄地獄へ叩き落とす。そこでは悪魔将軍の手下たちが待ち構えており襲いかかって来る。最後は津波で溺れさせるというものだが、キン肉マンにはサーフボードで脱出された。
煙幕
『キン肉マン ニューヨーク危機一髪!』にて使用されたオリジナル技。胸部の排出口から煙幕を噴き出しリングを包み込んでしまう。相手も自分も姿が見えないため互いに探し合うというギャグ描写に用いられたが、途中から悪魔将軍は一方的にキン肉マンを攻撃していた。
イルミネーション・ゴールド
『キン肉マン ニューヨーク危機一髪!』にて使用されたオリジナル技。顔面を変化し、目から発射した光線で相手の視覚を奪う。作中内では地獄のミュージカルとセットで使用された。
地獄のミュージカル
『キン肉マン ニューヨーク危機一髪!』にて使用されたオリジナル技。地面から無数の火柱を上げ、相手が弱ったところを地獄の断頭台で止めを刺す。この技でキン肉マンをKO寸前まで追い込んだ。
地獄の二重殺
『キン肉マン マッスルグランプリ』にて使用されたオリジナル技。地獄のメリー・ゴーラウンドで相手を空中に打ち上げ、地獄風車を極めたままマットに叩きつける。
悪魔の本質
『キン肉マン ジェネレーションズ』にて使用されたオリジナルのタッグ技。ドロップキックなどで敵タッグをダウンさせた後、敵の一人を抱えた味方が悪魔将軍の肩に乗り、ダウンした相手に向けて敵を投げつける。さらにそこから悪魔将軍が仲間を裏切り、敵タッグに向けて味方を投げつけた後、3人まとめて「肉弾急降下爆撃」で倒す。

## プロフィール
- 悪魔将軍
  - 種別 - 悪魔超人
  - 出身 - 天上界[31]（当初は不明とされていた[32]）
  - 身長体重 - 220cm 162kg[31]
  - 年齢 - 無始無終[31]
  - 超人強度 - 1500万パワー（公式設定[31]）、1000万パワー（作中[33]、アニメ[34]）
- ゴールドマン
  - 種別 - 完璧超人→悪魔超人
  - 出身 - 天上界[35]
  - 身長体重 - 220cm 162kg[36][35]
  - 超人強度 - 1500万パワー[35][36]

### 異名
- 悪魔将軍
  - 幽霊超人[37]
  - 悪魔超人界に君臨する魔王[38]
  - 悪魔超人最後の刺客[36]
  - 恐怖の将[39]
  - 最強[40]
  - 元”完璧・壱式（パーフェクト・ファースト）”[41]
  - 悪魔超人界首領[41]
  - パーフェクトな悪魔[41]
  - この世に無二の強者[41]
  - 悪魔超人軍総帥[41]
  - 神の超越を目論む悪魔[41]
  - 進化を遂げた翠玉の悪魔[41]
  - 史上最強の悪魔超人[41]
  - 悪魔を超えた悪魔[41]
  - 無始無終の金剛神[41]
  - 怒りと憎しみの集合体[41]
  - 慈悲を纏った悪魔[41]
  - 永遠の一番弟子[41]
  - 極彩に艶めく悪魔[41]
  - 悪を束ねる最後の将[41]
  - 悪魔率いる絢爛たる魔将[41]
  - 平和を憎む悪の魔神[41]
  - 世界の行く末を託す軍将[41]
- ゴールドマン
  - 完璧・壱式（パーフェクト・ファースト）
  - 悪魔に魂を売った闘争の神[36]
  - 虐殺王
  - 闘争の神[41]
  - 伝説の古代超人[41]
  - 悪魔の源流[41]
  - 憎悪が生んだ破壊神[41]
  - 魔界を統べる金魔神[41]
  - 立ち塞がる再恐[41]
  - 悪魔の契約を交わす神[41]
  - 闇を統べる黒曜の神鎧[41]
  - 究極の覇道主義者[41]
  - 燦爛たる黄金の悪魔[41]
  - 玉座に神鎮まる悪の頂[41]
- 恐怖の将
  - 欲深き悪魔の執念（テナシティ）[41]
  - 滅びを識らぬ悪の皇帝[41]

## 声優
北川米彦
- テレビアニメ『キン肉マン』
- ゲーム『キン肉マン マッスルグランプリMAX』（黄金のマスクのみ）
- 『CRぱちんこキン肉マン』

柴田秀勝
- 劇場版第6作『ニューヨーク危機一髪!』

稲田徹
- コンピュータゲーム

森川智之
- テレビアニメ『完璧超人始祖編』

## テーマソング
キング オブ デビル
歌 - 水木一郎 / セリフ - 北川米彦（悪魔将軍） / 作詞 - 吉田健美 / 作詞 - 風戸慎介 / 編曲 - 田中公平

## コンピュータゲーム
『ファミコンジャンプ 英雄列伝』ではアイテム「黄金のマスク」として登場する。
『キン肉マン ジェネレーションズ』など『キン肉マンII世』以後のゲームでは、タッグチームを組むキャラクターによっては特定のチーム名が付けられる。以下にそれを示す。
- 悪魔大帝コンビ - アシュラマン
- 悪魔主従コンビ - サンシャイン（ニューサンシャイン）、ザ・ニンジャ、ブラックホール、支配されたバッファローマン
- マーヴェラス・ジェネラルズ - ネプチューン・キング
- ノーリスペクツ - ネプチューン・キング[注 4]
- ギロチン・ハリケーンズ - バッファローマン
- ジェネラル・イクスパンション - ゴールドマン

いずれもゲーム独自の名称である。
『キン肉マンII世 超人聖戦史』では黄金のマスク編のストーリー終了後、属性ゲージが一定値なら仲間にできる。また主人公が選んだルートにより扱いが分かれる。以下にそれを示す。
- 正義ルート

原作同様黄金のマスク編のボスとして登場。キン肉マンに代わり主人公が2回戦うことになる。
- 悪行ルート

主人公が悪魔超人入りし、彼の配下となる。
『キン肉マン マッスルグランプリ』では、悪魔将軍2Pカラー（同じキャラクター同士で対戦するための「色違い」キャラクター）としてゴールドマンが登場する。